# Adonisea aleucis
Adonisea aleucis är en fjärilsart som beskrevs av Harvey 1875. Adonisea aleucis ingår i släktet Adonisea och familjen nattflyn. Inga underarter finns listade i Catalogue of Life.